# Isotta Fraschini Asso 80 R
L'Isotta Fraschini 80 R era un motore aeronautico 6 cilindri in linea raffreddato ad aria prodotto dall'azienda italiana Isotta Fraschini negli anni trenta.
Destinato a velivoli leggeri venne utilizzato da alcuni modelli italiani dell'epoca.

## Storia

### Sviluppo
Nei primi anni trenta la Isotta Fraschini pianificò la creazione di una gamma di motori aeronautici atti a soddisfare la richiesta del mercato dell'aviazione civile e militare che coprissero una fascia di potenza atta a motorizzare dai velivoli leggeri destinati al turismo a quelli pesanti da trasporto civile e bombardieri.
L'80 R, sviluppato per essere proposto ad un'utenza di fascia bassa di potenza, presentava una configurazione con cilindri realizzati in acciaio al carbonio, dotati di alettatura di raffreddamento, montati separati tra loro, e coadiuvati da un distributore laterale d'aria in lamierato per meglio distribuire l'aria prodotta dall'elica e necessaria per il raffreddamento dei gruppi termici.
Il basamento era realizzato in due semigusci in lega di magnesio, il superiore con compito di collegare i cilindri ed integrare il collegamento meccanico tra bielle ed albero a gomiti, l'inferiore con funzione di protezione e deposito dell'olio lubrificante. La distribuzione adottata era OHV 2 valvole per cilindro, comandate da aste e bilancieri da un albero a camme collocato nel basamento.
l'IF 80 R era dotato di un riduttore di velocità interposto tra l'uscita dell'albero motore e il mozzo dell'elica dal rapporto di riduzione di 0,677.

## Velivoli utilizzatori
Italia
- Breda Ba.15
- Caproni Ca.100